# Länsmansgrund
Länsmansgrund este o arie protejată (arie de protecție specială avifaunistică — SPA) din Finlanda întinsă pe o suprafață de 170,82 ha, integral pe uscat.

## Localizare
Centrul sitului Länsmansgrund este situat la coordonatele 60°26′38″N 20°09′47″E / 60.443889°N 20.163056°E.

## Înființare
Situl Länsmansgrund a fost declarat arie de protecție specială avifaunistică în octombrie 1995 pentru a proteja 2 specii de animale.

## Biodiversitate
Situată în ecoregiunea boreală, aria protejată conține 2 habitate naturale: Faleze cu vegetație de pe coastele atlantice și baltice, Lagune de coastă.
La baza desemnării sitului se află mai multe specii protejate de  păsări (2): chiră de baltă (Sterna hirundo), Sterna paradisaea.
Pe lângă speciile protejate, pe teritoriul sitului au mai fost identificate 4 specii de păsări.